# 維什瓦拉鄉 (特列奧爾曼縣)
43°47′N 25°10′E / 43.783°N 25.167°E
維什瓦拉鄉（羅馬尼亞語：Comuna Viișoara, Teleorman），是羅馬尼亞的鄉份，位於該國南部，由特列奧爾曼縣負責管轄，面積66平方公里，海拔高度76米，2007年人口2,064，人口密度每平方公里31人。